# Cyklohexanon
Cyklohexanon är en keton bestående av en karbonylgrupp på en cyklohexan-ring. Denna färglösa oljiga vätska har en lukt som påminner om aceton. Med tiden antar prover av cyklohexanon en ljusgul färg. Cyklohexanon är något lösligt i vatten och blandbart med vanliga organiska lösningsmedel. Miljarder kilo produceras årligen, främst som en råvara till nylon.

## Framställning
Cyklohexanon framställs genom att oxidera cyklohexan (C6H12) i luft med kobolt som katalysator. 
{\displaystyle {\rm {C_{6}H_{12}+O_{2}\rightarrow C_{6}H_{10}O+H_{2}O}}}
Även cyklohexanol (C6H11OH) bildas i processen. Den kallas "KA-olja" för ketonalkohololja och är det viktigaste råmaterialet för produktion av adipinsyra. Oxidationen involverar radikaler och hydroperoxiden C6H11O2H som mellanprodukt. I vissa fall erhålles renad cyklohexanol genom hydrering av  föregångaren cyklohexen. Alternativt kan cyklohexanon framställas genom partiell hydrering av fenol:
C6H5OH  +  2 H2   →   (CH2)5CO
Denna process kan också justeras för att gynna bildandet av cyklohexanol.
Exxon Mobil utvecklade en process där bensen hydroalkyleras till cyklohexylbensen. Denna senare produkt oxideras till en hydroperoxid och klyvs sedan till fenol och cyklohexanon. Därför verkar denna nyare process utan att producera acetonbiprodukten attraktiv och liknar kumenprocessen eftersom en hydroperoxid bildas och sedan sönderdelas för att ge två nyckelprodukter.

### Laboratoriemetoder
För laboratoriebruk kan cyklohexanon framställas genom att oxidera cyklohexanol med krom(III)oxid (Cr2O3).
{\displaystyle {\rm {C_{6}H_{11}OH+Cr_{2}O_{3}\rightarrow C_{6}H_{10}O+2\ CrO+H_{2}O}}}
En alternativ metod använder den säkrare och mer lättillgängliga oxidantnatriumhypokloriten.

## Användning
Den stora majoriteten av cyklohexanon förbrukas vid framställning av prekursorer till nylon 6,6 och nylon 6. Ungefär hälften av världens utbud omvandlas till adipinsyra, en av två prekursorer för nylon 6,6. För denna applikation oxideras KA-oljan (se ovan) med salpetersyra. Den andra halvan av cyklohexanontillförseln omvandlas till cyklohexanonoxim. I närvaro av svavelsyrakatalysator omplaceras oximet till kaprolaktam, en råvara till nylon 6:

### Laboratoriereaktioner
Förutom de storskaliga reaktionerna som utförs i polymerindustrins tjänst har många reaktioner utvecklats för cyklohexanon. I närvaro av ljus genomgår den alfaklorering för att ge 2-klorcyklohexanon. Det bildar en trimetylsilylenoleter vid behandling med trimetylsilylklorid i närvaro av bas. Det bildar också en enamin med pyrrolidin.

### Olaglig användning
Cyklohexanon har använts vid olaglig framställning av fencyklidin och dess analoger och är därför ofta föremål för särskilda kontroller före köp. 

## Säkerhet
Liksom cyklohexanol är cyklohexanon inte cancerframkallande och är måttligt giftigt, med en TLV på 25 ppm för ångan. Den är irriterande.